# Live at CBGB
Live at CBGB è un album dal vivo del gruppo New York hardcore Agnostic Front. Venne pubblicato nel 1989 dalla Relativity Records a seguito del loro terzo disco, Liberty and Justice for... (1987).
La formazione vede un altro cambio rispetto al disco precedente; Craig Setari, infatti, rimpiazza Alan Peters al basso. Poco dopo l'uscita dell'album, Roger Miret venne arrestato, ed altri dischi non vennero prodotti fino al 1992.

## Tracce
1. Victim in Pain (Roger Miret) –	2:11
2. Public Assistance (Rob Kabula, Peter Steele) – 	1:23
3. United Blood (Vinnie Stigma) – 	1:20
4. Friend or Foe (Stigma) – 	1:21
5. Strength (Steve Martin) – 	2:36
6. Blind Justice (Miret) – 	1:22
7. Last Warning (Miret, Stigma) –	0:43
8. Toxic Shock (Kabula, Miret, Steele) –	1:50
9. United and Strong (Miret) –	1:34
10. Crucified (Agnostic Front) –	2:22
11. Liberty and Justice (Alan Peters) –	2:46
12. Discriminate Me (Stigma) –	:35
13. Your Mistake (Miret) – 	1:25
14. Anthem (Martin, Miret, Peters) – 	2:38
15. With Time (Miret) –	2:08
16. Genesis (Miret) –	1:33
17. The Pain Song (Agnostic Front) – 1:09
18. Fascist Attitudes (Miret) – 1:50
19. The Eliminator (Kabula, Miret, Steele) – 3:02

## Formazione
- Roger Miret – voce
- Vinnie Stigma – chitarra
- Steve Martin – chitarra
- Craig Setari – basso
- Will Shepler – batteria